# دهستان ریگ
ریگ، دهستانی از توابع بخش مرکزی شهرستان لردگان در استان چهارمحال و بختیاری است.

## جمعیت
براساس سرشماری سال ۱۳۸۵ جمعیت آن ۱۲٬۱۷۱ نفر (۱۵.۹۰۰ خانوار) بوده‌است.